# Sterfput
Een sterfput is een bezinkput, waarin op last van de overheid vanaf het midden van de 18e eeuw de ververijen hun spoelwater en verfresten moesten laten bezinken, om de groeiende verontreiniging van het rivierwater (belangrijkste bron van drinkwater en brouwerijwater) tegen te gaan.
Het begrip sterfput betekent dus van origine een zinkput, namelijk een buffer waar de afvalproducten kunnen "afsterven" en het water in de grond kan zinken. Het begrip evolueerde verder om een put aan te duiden die een bufferzone vormt tussen de afvalwaterproducent en de riolering. Meer en meer wordt met een sterfput een rioolputje of klokput bedoeld met een sifon of waterslot als toegang en buffer naar de riolering.
Anno 2013 wordt sterfput nog steeds gebruikt in de Belgische wetgeving en wordt het woord ook gebruikt aan Franstalige kant, waar het meervoud sterfputs is.